# Syriac Union Party
Syriac Union Party är ett assyriskt/syrianskt parti i Libanon som grundades 29 mars 2005. Ledare för partiet är Ibrahim Murad.
Partiet bedriver politiska, kulturella och samhällsenliga verksamheter för assyrier/syrianer i Libanon.